# Macellicephala paucidentata
Macellicephala paucidentata är en ringmaskart som beskrevs av Eliason 1962. I den svenska databasen Dyntaxa används istället namnet Diplaconotum paucidentatum. Enligt Catalogue of Life ingår Macellicephala paucidentata i släktet Macellicephala och familjen Polynoidae, men enligt Dyntaxa är tillhörigheten istället släktet Diplaconotum och familjen Polynoidae. Arten är reproducerande i Sverige. Inga underarter finns listade i Catalogue of Life.